# Cheikh Mbodj
Cheikh Tidiane Mbodj (Dakar, Senegal; 1 de agosto de 1987) es un jugador de baloncesto senegalés que actualmente pertenece a la plantilla del Iwate Big Bulls de la B.League japonesa. Con 2,08 metros de altura juega en la posición de pívot. Es internacional absoluto con Senegal.

## High School
Se formó en el Denison High School, situado en Denison, Condado de Grayson, Texas.

## Universidad
Asistió al Grayson County Community College, situado en la misma ciudad que su high school, Denison, Condado de Grayson, Texas, perteneciente a la División I de la JUCO y donde estuvo de 2009 a 2011 (es un community college de dos años). Posteriormente se unió a la Universidad de Cincinnati, situada en Cincinnati, Ohio perteneciente a la División I de la NCAA y donde estuvo sus dos últimos años (2011-2013)

### Grayson County CC
En su primer año, su año freshman (2009-2010), jugó 31 partidos con los Cougars de Grayson County, promediando 9,4 puntos, 6,1 rebotes y 3,2 tapones. Fue el 3º máximo anotador y el máximo reboteador y taponador de su equipo. Finalizó el 14º de toda la División I de la JUCO en tapones.
En su segundo año, su año sophomore (2010-2011), jugó 31 partidos con los Cougars de Grayson County, promediando 14,6 puntos (50,8 % en tiros de campo y 32,2 % en triples), 7,3 rebotes, 1,3 asistencias y 2,2 tapones. Fue el máximo anotador, reboteador y taponador de su equipo y tuvo el mejor % de tiros de campo. Finalizó el 23º de toda la División I de la JUCO en tapones. 
En este segundo año, recibió una mención honorable All-America National Junior College Athletic Association  y fue nombrado jugador del año de la North Texas Junior College Athletic Conference. Cabe destacar que la web Rivals.com le concedió tres estrellas.
Disputó un total de 62 partidos con los Cougars de Grayson County entre las dos temporadas, promediando 12 puntos, 6,7 rebotes, 1,1 asistencias y 2,7 tapones.

### Cincinnati
En su tercer año, su año junior (2011-2012), ya en las filas de los Bearcats de la Universidad de Cincinnati, jugó 28 partidos (1 como titular) con un promedio de 1,7 puntos y 2,1 rebotes en 9,6 min.
Anotó 2 puntos, cogió 3 rebotes y robó un balón en 9 min en la 2rd del torneo de la NCAA contra los Texas Longhorns, marcó 4 puntos, atrapó 5 rebotes y dio 2 asistencias en 25 min (máxima de la temporada) en su único partido como titular contra los Georgia Bulldogs, metió 4 puntos, cogió 5 rebotes y puso 5 tapones (máxima de la temporada) en 16 min contra los St John's Red Storm. Anotó 6 puntos (3-4 en tiros de campo) y cogió 5 rebotes en 10 min contra los West Virginia Mountaineers y marcó 12 puntos (máxima de la temporada) con un 5-9 en tiros de campo (incluyendo un triple), cogió 4 rebotes y robó un balón contra los Miami RedHawks.
En su cuarto y último año, su año senior (2012-2013), jugó 34 partidos (32 como titular) con un promedio de 5 puntos, 4,6 rebotes y 2,6 tapones en 21 min. Tuvo un 46,5 % en tiros de campo (59-127) y un 68,4 % en tiros libres (54-79). Finalizó como el 2º de la Big East Conference y el 16º de toda la División I de la NCAA en tapones por partido, acabando como el 4º de la historia de la universidad en mayor n.º de tapones puestos en una temporada (90). También acabó el 2º de la Big East Conference en tapones puestos esa temporada.
Cogió 10 rebotes (máxima de su carrera universitaria) contra los New Mexico Lobos y los St John's Red Storm, anotó 12 puntos (máxima de su carrera universitaria) con un 4-4 en tiros de campo, cogió 7 rebotes y puso 3 tapones contra los Arkansas-Little Rock Trojans y puso 7 tapones (máxima de su carrera universitaria) contra los DePaul Blue Demons. Puso al menos un tapón en 31 de los 34 partidos, siendo el mejor taponador de los Bearcats en 23 partidos. 
Disputó un total de 62 partidos (33 como titular) con los Cincinnati Bearcats entre las dos temporadas, promediando 3,3 puntos, 3,4 rebotes y 1,6 tapones en 15,3 min de media.

## Trayectoria profesional

### Ilisiakos BC
Tras no ser seleccionado en el Draft de la NBA de 2013, vivió su primera como profesional en Grecia, en el Ilisiakos BC, club en el que jugó durante la temporada 2013-2014. El equipo quedó en penúltima posición (13º) y descendió a la A2 Ethniki.
Jugó 26 partidos con el conjunto heleno en la A1 Ethniki, promediando 9,3 puntos (55,8 % en tiros de campo y 56,1 % en tiros de 2), 6,6 rebotes y 1,5 tapones en 23,9 min de media. Fue el 10º máximo reboteador y el 2º máximo taponador de la A1 Ethniki.

### Acqua Vitasnella Cantù
Firmó por el histórico italiano Acqua Vitasnella Cantù para la temporada 2014-2015, pero abandonó el equipo en diciembre.
Durante su estancia en Cantù jugó 6 partidos de liga y 8 de Eurocup. En liga promedió 6,1 puntos (53,3 % en tiros de 2) y 4 rebotes en 13,5 min de media, mientras que en la Eurocup 2014-15 promedió 4,3 puntos y 2,7 rebotes en 12,4 min de media.

### Banco di Sardegna Sassari
El 12 de diciembre de 2014, el Banco di Sardegna Sassari italiano anunció su fichaje hasta final de temporada. Con el cuadro de Sassari fue campeón de la Lega Basket Serie A, tras derrotar por 4-3 en las finales al Grissin Bon Reggio Emilia y de la Copa de baloncesto de Italia, tras derrotar en la final al EA7 Emporio Armani Milano por 101-94.
Con el conjunto italiano jugó 16 partidos de liga, 4 de play-offs y 1 de Euroliga, promediando en liga 2,1 puntos y 2,4 rebotes en 9,1 de media, en play-offs 2,8 puntos y 2,5 rebotes en 6,8 min de media y en la Eurocup 2014-15 1,5 puntos (75 % en tiros de 2) y 1,3 rebotes en 7,9 min de media. En el único partido de la Euroliga 2014-15 que jugó, metió 8 puntos, cogió 4 rebotes y puso 3 tapones en 20 min.

### Energa Czarni Słupsk
Fichó para la temporada 2015-2016 por el Energa Czarni Słupsk polaco.

### Diablos Rojos del México
Disputó la Copa Value de 2024 con los Diablos Rojos del México.

## Selección Senegalesa
Es internacional absoluto con la selección de baloncesto de Senegal desde 2015. Disputó dos ediciones del Afrobasket: la de 2015 -donde su equipo finalizó en la cuarta posición- y la de 2017 -donde los senegaleses se adjudicaron la medalla de bronce-. Asimismo representó a su país en la edición africana de los Torneos de Preclasificación Olímpica FIBA 2023.